# Otto III. von Grandson
Otto III. von Grandson (französisch: Ot(h)on de Granson; * 1340; † 7. August 1397 in Bourg-en-Bresse) war ein französisch-schweizerischer Ritter und Dichter.

## Leben
Otto III. von Grandson stammte aus dem Hochadelsgeschlecht Grandson mit Schloss Grandson am Neuenburgersee. Von 1372 bis 1386 stand er als Ritter im Dienst des Königs von England, an dessen Hof er mit Geoffrey Chaucer in Kontakt kam. Er kehrte nach Grandson zurück, wurde aber 1391 beschuldigt, Amadeus VII. von Savoyen vergiftet zu haben und begab sich 1392 nach England ins Exil. Er wurde rehabilitiert und erlangte 1396 seine Güter in Sainte-Croix zurück. 1397 wehrte er sich gegen die erneute Beschuldigung durch ein Duell, in dem er fiel. Er war der einzige hochadelige Dichter seiner Zeit, vor Charles de Valois, duc d’Orléans.

## Werke (moderne Ausgaben)
- Chansons d’amour. Hrsg. Christophe Calame. La Différence, Paris  1991.
- Poésies. Hrsg. Joan Grenier-Winther. Paris, Champion, Paris 2010. (kritische Ausgabe)
- (englisch) Poems. Hrsg. und Übersetzer Peter Nicholson und Joan Grenier-Winther. Kalamazoo 2015.